# Maciejkowszczyzna
Maciejkowszczyzna (biał. Мацейкаўшчына, Maciejkauszczyna; ros. Матейковщина, Matiejkowszczina) – wieś na Białorusi, w obwodzie grodzieńskim, w rejonie wołkowyskim, w sielsowiecie Werejki.
Przed II wojną światową folwark. W dwudziestoleciu międzywojennym leżała w Polsce, w województwie białostockim, w powiecie wołkowyskim, w gminie Tereszki.